# Cyanea truncata
Cyanea truncata är en klockväxtart som först beskrevs av Joseph Rock, och fick sitt nu gällande namn av Joseph Rock. Cyanea truncata ingår i släktet Cyanea, och familjen klockväxter. Inga underarter finns listade i Catalogue of Life.

## Bildgalleri

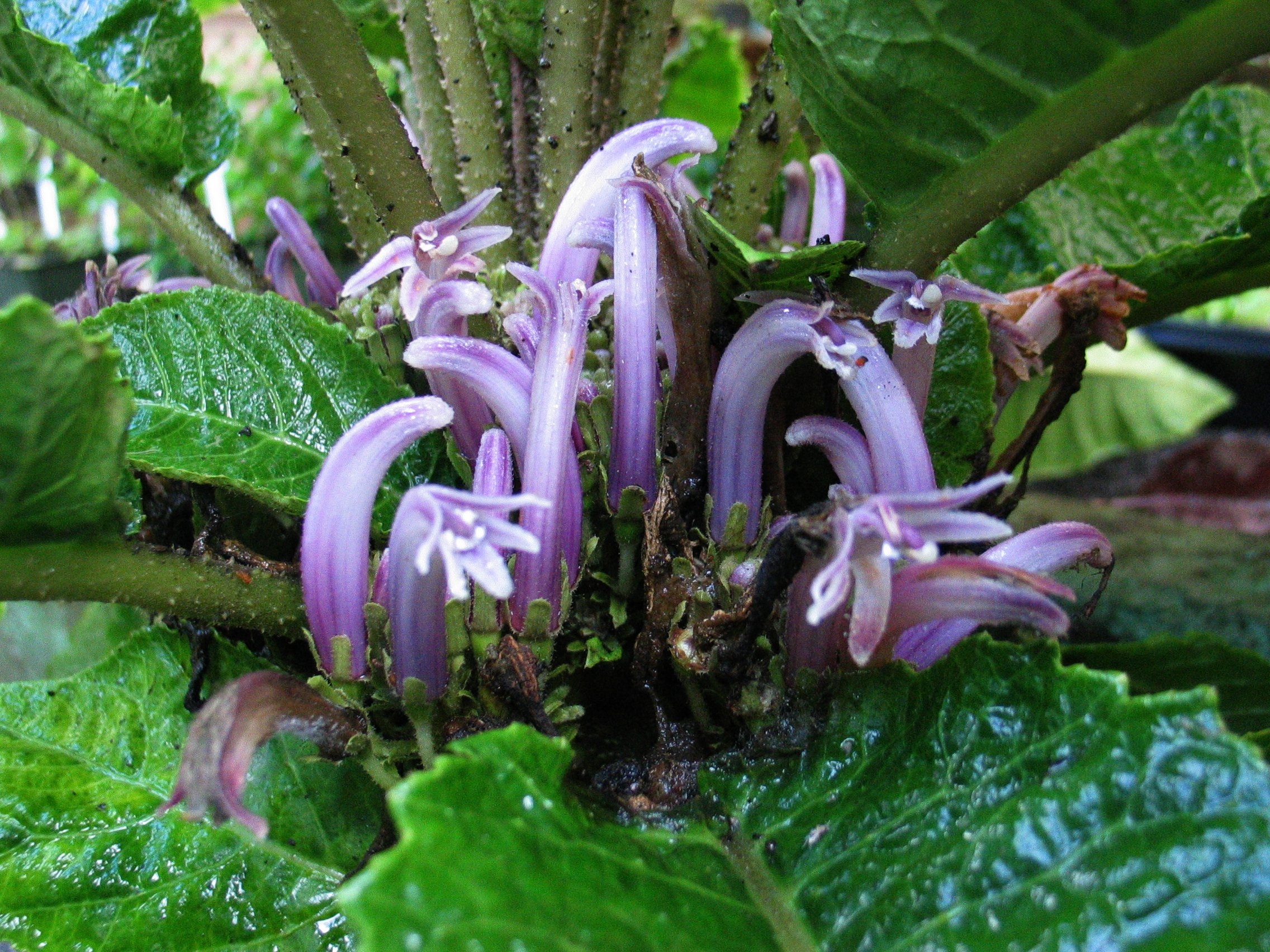